# Nassarius helleri
Nassarius helleri is een slakkensoort uit de familie van de Nassariidae. De wetenschappelijke naam van de soort is voor het eerst geldig gepubliceerd in 1929 door Mari.